# Leuctra nephophila
Leuctra nephophila är en bäcksländeart som beskrevs av Paul E. Hanson 1941. Leuctra nephophila ingår i släktet Leuctra och familjen smalbäcksländor. Inga underarter finns listade i Catalogue of Life.